# Arroio do Adãozinho
Der Arroio do Adãozinho ist ein etwa 11 km langer linker Nebenfluss des Rio Piquiri im Westen des brasilianischen Bundesstaats Paraná.

## Etymologie
Adãozinho ist ein männlicher Spitzname und bedeutet wörtlich übersetzt Adämchen oder Klein-Adam.

## Geografie

### Lage
Das Einzugsgebiet des Arroio do Adãozinho befindet sich auf dem Terceiro Planalto Paranaense (Dritte oder Guarapuava-Hochebene von Paraná).

### Verlauf
Sein Quellgebiet liegt im Norden des Munizips Guaraniaçu auf 510 m Meereshöhe.
Der Fluss verläuft in nordwestlicher Richtung. Er mündet auf 334 m Höhe von links in den Rio Piquiri. Er ist etwa 11 km lang.

### Munizipien im Einzugsgebiet
Der Arroio do Adãozinho verläuft vollständig im Munizip Guaraniaçu.